# Österås IP
Österås IP eller Österås idrottsplats är en arena för  fotboll belägen i tätorten Hässleholm i Skåne. Österås IP är hemmaarena för fotbollslagen IFK Hässleholm, FC Hessleholm & Hässleholms IF.
Området Österås består av åtta fotbollsplaner, varav två med elljus och två konstgräsplaner. Huvudplanen har måtten 105x65 meter.

## Publikrekord
1993 spelade IFK Hässleholm allsvenskt kval mot Degerfors IF och matchen sågs av 8 500 personer, den största publiksiffran någonsin på arenan.